# Hubert Aaronson
Hubert Aaronson (10 de julio de 1924 - 13 de diciembre de 2005) fue un científico y profesor estadounidense, que impartió clases en la Universidad Carnegie Mellon.

## Biografía
Nació el 10 de julio de 1924 en Nueva York. En 1936, se mudó a Nueva Jersey donde se graduó de la escuela secundaria. Se graduó del Instituto Carnegie de Tecnología (CIT), actualmente conocido como Universidad Carnegie Mellon, con una especialización en ingeniería en 1948.
Fue al Cuerpo Aéreo del Ejército de EE. UU donde voló en muchas misiones B-17 durante la Segunda Guerra Mundial.

## Carrera
Se recibió de una maestría en 1954 y un doctorado en 1954 en el Instituto Carnegie de Tecnología de ingeniería metalúrgica. En 1970, fue miembro y presidente de muchos comités de TMS y ASM, como el Comité de Transformaciones de Fase. También recibió una membresía honoraria del Instituto Japonés de Metales en 1996 y fue elegido miembro de la Academia Nacional de Ingeniería en 1997.
Trabajó como profesor emérito en la Universidad Carnegie Mellon antes de su muerte el 13 de diciembre de 2005, tras una larga enfermedad.

## Premios
Recibió la Medalla de Oro TMS CH Mathewson, el Premio TMS Educator, en la conferencia del Instituto de Metales de TMS, la Medalla RF Mehl y el TMS Fellow.

## Obras
Ha publicado más de 300 artículos científicos, y ha organizado conferencias que influyeron en su campo. Sus principales contribuciones conocidas tratan sobre la nucleación y el crecimiento por difusión y los mecanismos de las transformaciones de fase.